# Геннадий (Гоголев)
Епи́скоп Генна́дий (в миру Михаи́л Бори́сович Го́голев; род. 10 марта 1967, Ленинград) — епископ Русской православной церкви, епископ Каскеленский, викарий Астанайской епархии, управляющий делами Митрополичьего округа Русской православной церкви в Республике Казахстан. Кандидат богословия, член Союза писателей города Москвы с 2019 г.
Член Межсоборного присутствия Русской православной церкви. Сопредседатель комиссии по связям Русской православной церкви и Коптской церкви. Член Синодальной библейско-богословской комиссии.
Автор монографии «Великан учёности. Жизнь и труды протоиерея А. В. Горского», многочисленных статей и интервью по истории Русской православной церкви, православной педагогике, литературоведению, на общественно-политические темы. Поэт, автор двух поэтических сборников, член Союза писателей города Москвы, член Союза писателей РФ. 

## Биография
Родился в семье служащих. Правнук депутата Государственной Думы И. И. Лысенко.
В 1974—1984 годах учился в средней школе № 139 Калининского района города Ленинграда с углубленным изучением математики.
В 1984—1986 годах обучался в Московском институте криптографии, связи и информатики.
С марта по декабрь 1986 года проходил службу в рядах Советской Армии в Ленинградской и Вологодской областях.
С декабря 1986 по июль 1987 года — псаломщик Космодамиановской церкви города Кирсанов Тамбовской епархии.
В 1987 году поступил в Санкт-Петербургскую духовную семинарию.
В 1988—1990 годах — псаломщик Никольской церкви села Саблино Тосненского района Санкт-Петербургской епархии.
В 1990 году окончил Санкт-Петербургскую духовную семинарию по первому разряду и поступил в Санкт-Петербургскую духовную академию.
21 сентября 1990 года рукоположён в сан диакона митрополитом Санкт-Петербургским и Ладожским Иоанном (Снычёвым).
18 ноября 1990 года рукоположён в сан пресвитера архиепископом Смоленским и Калининградским Кириллом (Гундяевым).
В 1990—1992 годах ― священник Спасо-Преображенского собора Санкт-Петербурга.
В 1992—1994 годах ― священник Михайловского собора города Ломоносов Санкт-Петербургской епархии.
По окончании духовной академии в 1994 году принял приглашение архиепископа Костромского и Галичского Александра (Могилёва) участвовать в возрождении духовного образования в Костромской епархии, и в сентябре 1994 года был принят в клир Костромской епархии.
1 января 1995 года архиепископом Костромским и Галичским Александром пострижен в монашество с именем Геннадий в честь преподобного Геннадия Костромского.
С 6 октября 1995 по 17 июля 1996 года ― ректор Костромского духовного училища.
В 1995—2010 годах ― настоятель Свято-Алексеевской церкви города Костромы, председатель Епархиальной комиссии канонизации святых Костромской епархии.
В 1996 году возведён в сан игумена.

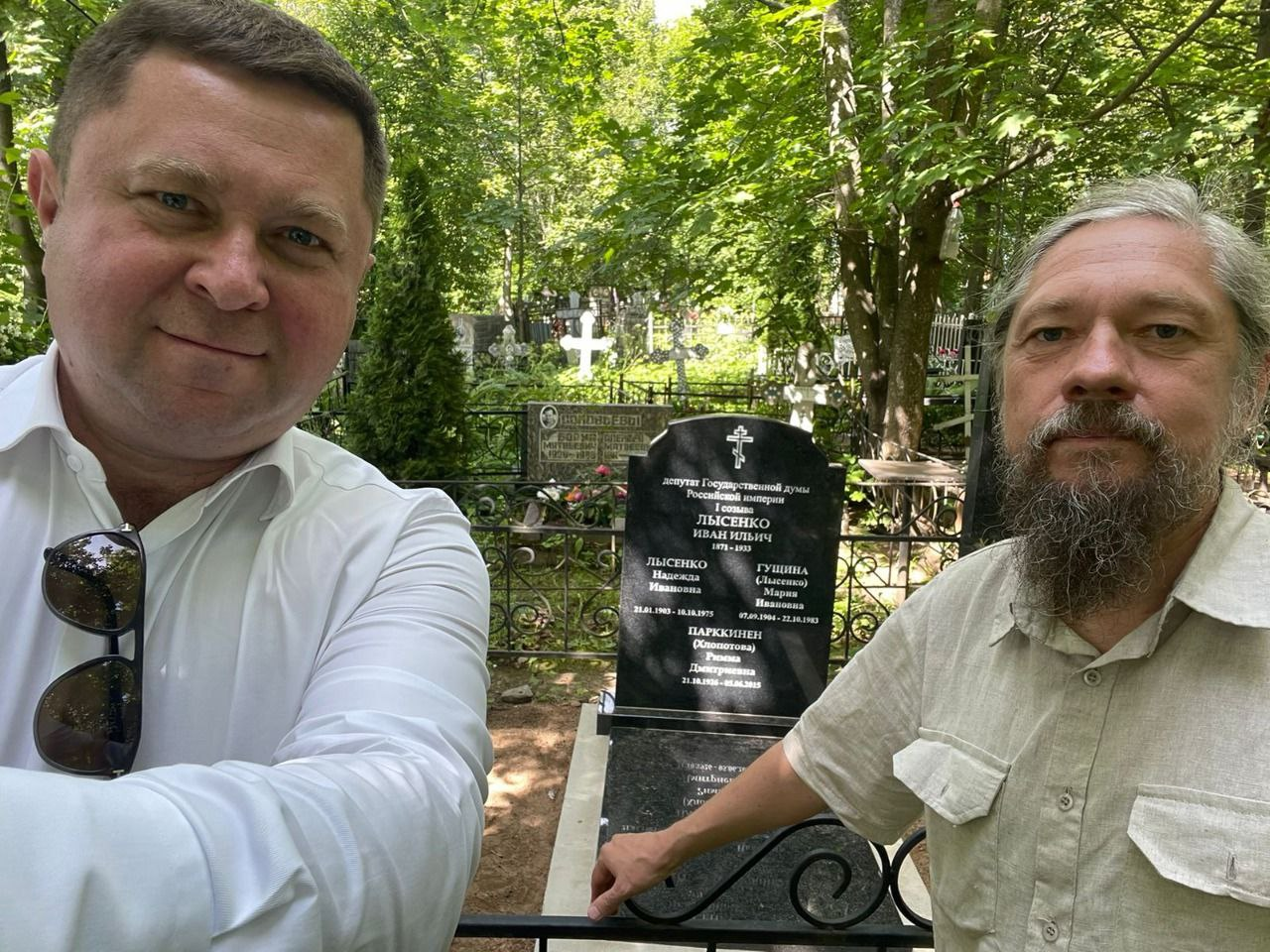
Епископ Геннадий (Гоголев) на могиле своего прадеда И. И. Лысенко на Горском кладбище в Ленинградской области.

С 1996 года принимал участие в различных проектах в сфере православного молодёжного служения, проводимых в рамках деятельности Всецерковного православного молодёжного движения, позже ― Синодального отдела по делам молодёжи.
В 1995 году на XV Генеральной Ассамблее Всемирного братства православной молодёжи «Синдесмос» был избран в состав Исполнительного комитета в качестве представителя Восточно-европейского региона.
С 17 июля 1996 года по 26 июля 2010 года ректор возрождённой Костромской духовной семинарии. Преподавал в Костромской духовной семинарии историю Русской Православной Церкви, общецерковную историю, пастырское богословие.
1 сентября 1998 года возведён в сан архимандрита.
С 2000 года ― заместитель председателя Синодального отдела по делам молодёжи.
С апреля 2010 года ― клирик Астанайской и Алма-Атинской епархии, С апреля 2010 года по январь 2011 года — настоятель Вознесенского кафедрального собора.

### Архиерейство
31 мая 2010 года постановлением Священного Синода определено быть епископом Каскеленским, викарием Астанайской епархии.
С 26 июля 2010 года по 25 августа 2022 года ректор Алма-Атинской духовной семинарии.
7 октября 2010 года в Тронном зале Троице-Сергиевой лавры патриарх Кирилл совершил его наречение во епископа.
10 октября того же года в соборе Рождества Пресвятой Богородицы города Орехово-Зуево Московской области состоялось его архиерейская хиротония, которую совершили патриарх Московский и всея Руси Кирилл, митрополит Крутицкий и Коломенский Ювеналий (Поярков), митрополит Саранский и Мордовский Варсонофий (Судаков), митрополит Боржомский и Бакурианский Серафим (Джоджуа) (Грузинская православная церковь); митрополит Астанайский и Казахстанский Александр (Могилёв), архиепископ Уральский и Гурьевский Антоний (Москаленко), архиепископ Можайский Григорий (Чирков), архиепископ Томский и Асиновский Ростислав (Девятов), архиепископ Верейский Евгений (Решетников), архиепископ Наро-Фоминский Юстиниан (Овчинников), епископы Илиан (Востряков), епископ Видновский Тихон (Недосекин), епископ Серпуховской Роман (Гаврилов), епископ Солнечногорский Сергий (Чашин).
18 ноября 2010 года на первом заседании Синода Митрополичьего округа Русской православной церкви в Республике Казахстан был назначен управляющим делами Синода данного Митрополичьего округа и председателем Богословской комиссии округа.
В 2010 году после назначения в Казахстан частично перевёл впервые в стихах известную прозаическую поэму казахского просветителя Абая Кунанбаева «Слова назидания».
С 11 февраля по 15 декабря 2012 года — председатель Комиссии по делам молодёжи округа.
15 декабря 2012 года на заседании Синода Митрополичьего округа титул «Управляющий делами Синода Казахстанского митрополичьего округа» был изменён на «Управляющий делами Казахстанского митрополичьего округа»
1 февраля 2017 года решением Священного синода включён в состав созданного тогда же организационного комитета по реализации программы общецерковных мероприятий к 100-летию начала эпохи гонений на Русскую православную церковь.
С 8 декабря 2020 года является членом комиссии Межсоборного присутствия по богословию и богословскому образованию.
25 августа 2022 года решением Священного Синода РПЦ освобождён от должности ректора Алма-Атинской духовной семинарии с благодарностью за понесенные труды.
29 декабря 2022 года решением Священного Синода РПЦ включён в состав Издательского Совета Русской православной церкви
В феврале 2025 года  включен в состав Творческого совета Союза писателей РФ по духовно-нравственной литературе 

## Сочинения
публицистика и церковная история
- К вопросу о реформе богословского образования // Церковь и время. М., 2000. — № 3 (12). — С. 221—225.
- Современное молодёжное служение Русской Православной Церкви // Сборник пленарных докладов ХI Международных Рождественских образовательных чтений. — М. : Отдел религиозного образования и катехизации Русской Православной Церкви, 2003. — 384 с. — С. 180—190.
- Великан учёности. Жизнь и труды протоиерея Александра Васильевича Горского (1812—1875). — М. : Издательство Крутицкого подворья : Общество любителей церковной истории, 2004. — 240 с.
- Он делился с нами Пасхальной радостью. Памяти протоиерея Бориса Ничипорова // Сретение. 2005. — № 6. — С. 30—31
- Если государство не понимает необходимости духовно-нравственного воспитания, то оно не имеет ясного представления о своих задачах вообще // Право и безопасность. — 2005. — № 4 — С. 80-82.
- Молодёжное служение требует основательной подготовки // Обретенное поколение: сборник материалов к 15-летию возрождения молодёжного служения в Русской Православной Церкви и 5-летию создания Отдела по делам молодежи Московского Патриархата. — М. : Отдел по делам молодежи Московского Патриархата : Издательство Крутицкого подворья, 2006. — 170 с. — С. 5-11.
- Горский Александр Васильевич // Православная энциклопедия. — М., 2006. — Т. XII : Гомельская и Жлобинская епархия — Григорий Пакуриан. — С. 149-152. — 39 000 экз. — ISBN 5-89572-017-X. (в соавторстве с С. В. Римским, А. А. Туриловым)
- Два просветителя // Семья России. — 2009. — С. 53-55.
- Архимандрит Геннадий (Гоголев): «Целили в деспотизм, попали в монархию» // blagovest-info.ru, 11.11.2009
- Из записной книжки // taday.ru, 30 декабря 2010
- Епископ Геннадий (Гоголев): Отец Максим — один из наиболее одаренных представителей русской христианской интеллигенции // Татьянин день, 20 июля 2012
- Памяти протоиерея Георгия Тельписа // Православие и мир, 25 сентября 2012.
- Преподобный Геннадий Костромской и его время // Ипатьевский вестник. № 3. — 2015. — 344 с. — С. 21-34

стихи
- Духовная поэзия архимандрита Геннадия (Гоголева) // russned.ru, 25 февраля 2010
- Абай. Слова назидания // bogoslov.ru, 30 июня 2010
- Абай. Слова назидания // bogoslov.ru, 28 сентября 2010
- Иверская икона вернется в Новодевичий монастырь // taday.ru, 5 мая 2012
- Красные четки. Подборка стихотворений («А у нас из-за гор Алатау…»; Родительская суббота"; Оптина; Прощеное воскресенье; Из цикла «Александрийские подвижники»: Павел Фивейский; Россия). Автор вступ. заметки Павел Крючков, редактор отдела поэзии журнала «Новый мир». Рисунок Наталии Кондратовой // Фома. — № 4 (120) — апрель 2013. — С. 84-85
- Стихи. — М.: ЭКСМО, 2017. — 160 с. — ISBN 978-5-04-089548-9.
- Призвание, стихи. — М.: Издательство Московской Патриархии, 2024. — 224 с. — ISBN 978-5-00009-282-8

интервью
- Русская мысль № 4248. Париж, 3 декабря 1998
- 70-летие мученической кончины сщмч. Никодима (Кроткова) (комментарий в зеркале СМИ) // sedmitza.ru, 21 августа 2008
- Епископ Каскеленский Геннадий (Гоголев): В Русской Церкви происходят очень важные и знаменательные преобразования // taday.ru, 14 октября 2011
- Управляющий делами Православной Церкви Казахстана епископ Каскеленский Геннадий: Сердце человека знает только Бог // zakon.kz, 4 января 2013

## Отзывы о стихах еп. Геннадия (Гоголева)
О сборнике стихов еп. Геннадия (Гоголева) "Призвание" — М., 2024.
Доктор филологических наук, профессор литературовед, писатель Ю.В. Лебедев:

"...А как психологически тонко и верно настроена поэтическая лира владыки Геннадия! 
Как причудливы оттенки настроения и эмоциональные полутона!
Его голос звучит то сочувственно, с болью и горечью за всех обиженных, 
то насмешливо и осуждающе, сатирически беспощадно.
А то вдруг слышатся печальные раздумья и ностальгические мотивы, которые уже в следующем стихотворении сменяются мягким юмором".
— Лебедев, Юрий Владимирович (литературовед)
Интервью епископа Геннадия (Гоголева) с ведущей телеканала «Спас» Александры Михайловской, 
в котором Вы узнаете историю написания сборника стихов, 
Вы можете посмотреть по ссылке через VK Видео

## Награды
Церковные
- Орден преподобного Сергия Радонежского III степени
- Орден святителя Иннокентия, митрополита Московского и Коломенского III степени.
- Орден преподобного Серафима Саровского III степени
- Орден «Алгыс» (Благодарность) (12 марта 2012 года)[16]

Государственные
- Медаль Пушкина (17 ноября 2014 года, Россия) — за большой вклад в укрепление дружбы и сотрудничества с Российской Федерацией, развитие торгово-экономических и культурных связей[17].
- Орден Курмет (5 декабря 2016 года, Казахстан)[18][19]
- Медаль «25 лет Конституции Республики Казахстан» (2020)[20]

Общественные
- Золотая медаль Евразийского фонда культуры (2018)[21]